# Miogliola
Miogliola (Mieuioja in ligure - Miòioja in piemontese), anticamente conosciuta come Megivola, è una frazione del comune di Pareto in provincia di Alessandria situata sulla sponda sinistra del torrente Erro (affluente del fiume Bormida), il quale, in quel tratto, segna il confine tra Piemonte e Liguria.
Il paese è attraversato dalla strada provinciale che collega il comune di Mioglia al ponte dell'Erro dove si interseca con la ex strada statale 334 del Sassello.
Miogliola comprende anche le borgate Bergiavelli, Garbarini e Frascheto.

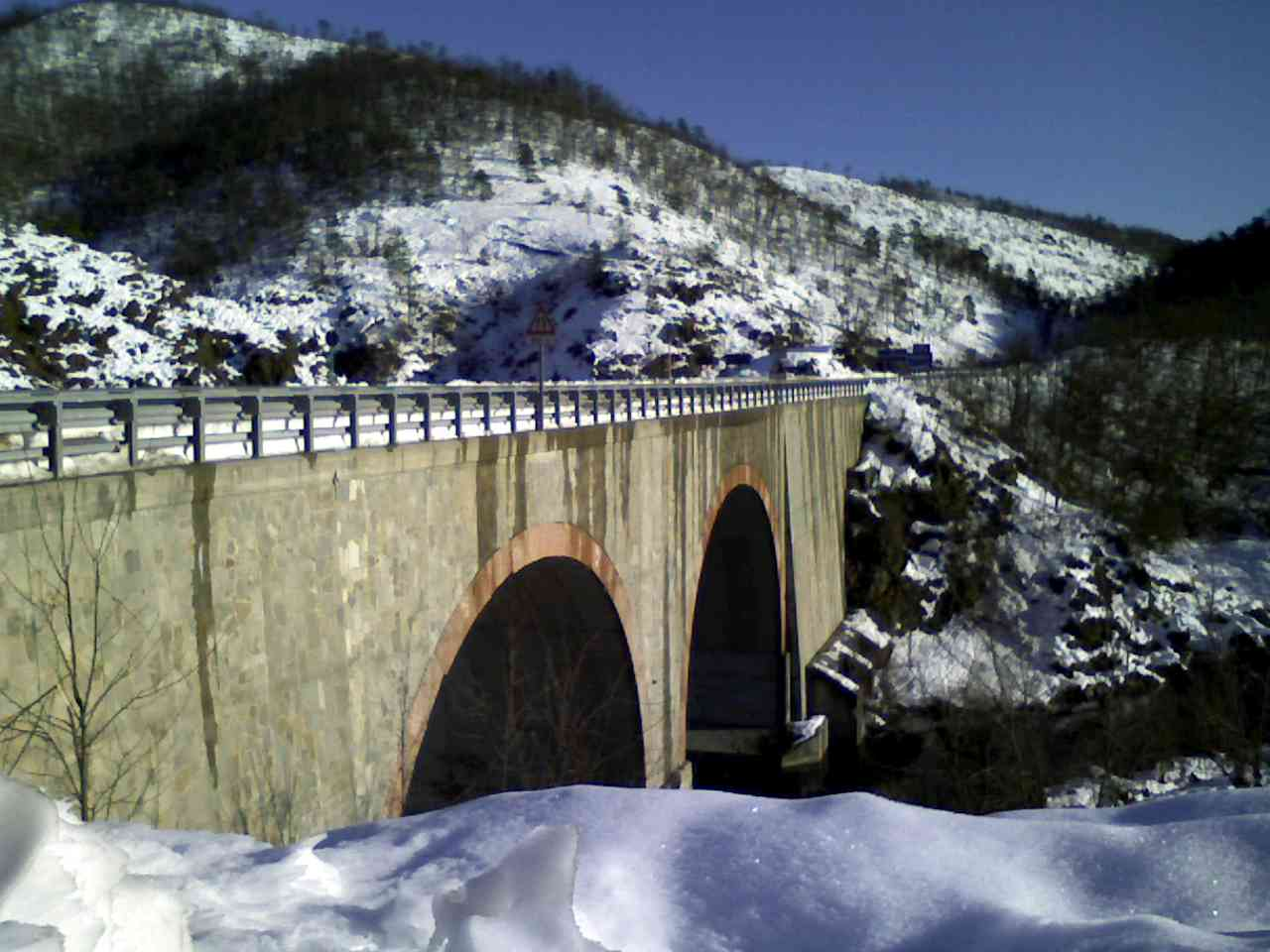
Il ponte dell'Erro

## Storia
Fondata nel medioevo, è citata per la prima volta in un documento del 1223 e la chiesa di San Lorenzo esisteva già all'epoca sotto la diocesi di Acqui.
Nel 1710 venne costruita l'attuale chiesa di san Lorenzo che venne terminata nel 1819.
Nel 1880 furono aperte le scuole elementari.
Negli anni '30 venne aperta una strada più agevole per Mioglia e nel 1938 arrivò in paese l'energia elettrica.
Dopo la Seconda guerra mondiale gran parte della popolazione si trasferì nei centri della Riviera Ligure, in primis a Savona e Genova.

## Manifestazioni
Agosto: Festa patronale di San Lorenzo Martire.